# Delphine Lalaurie

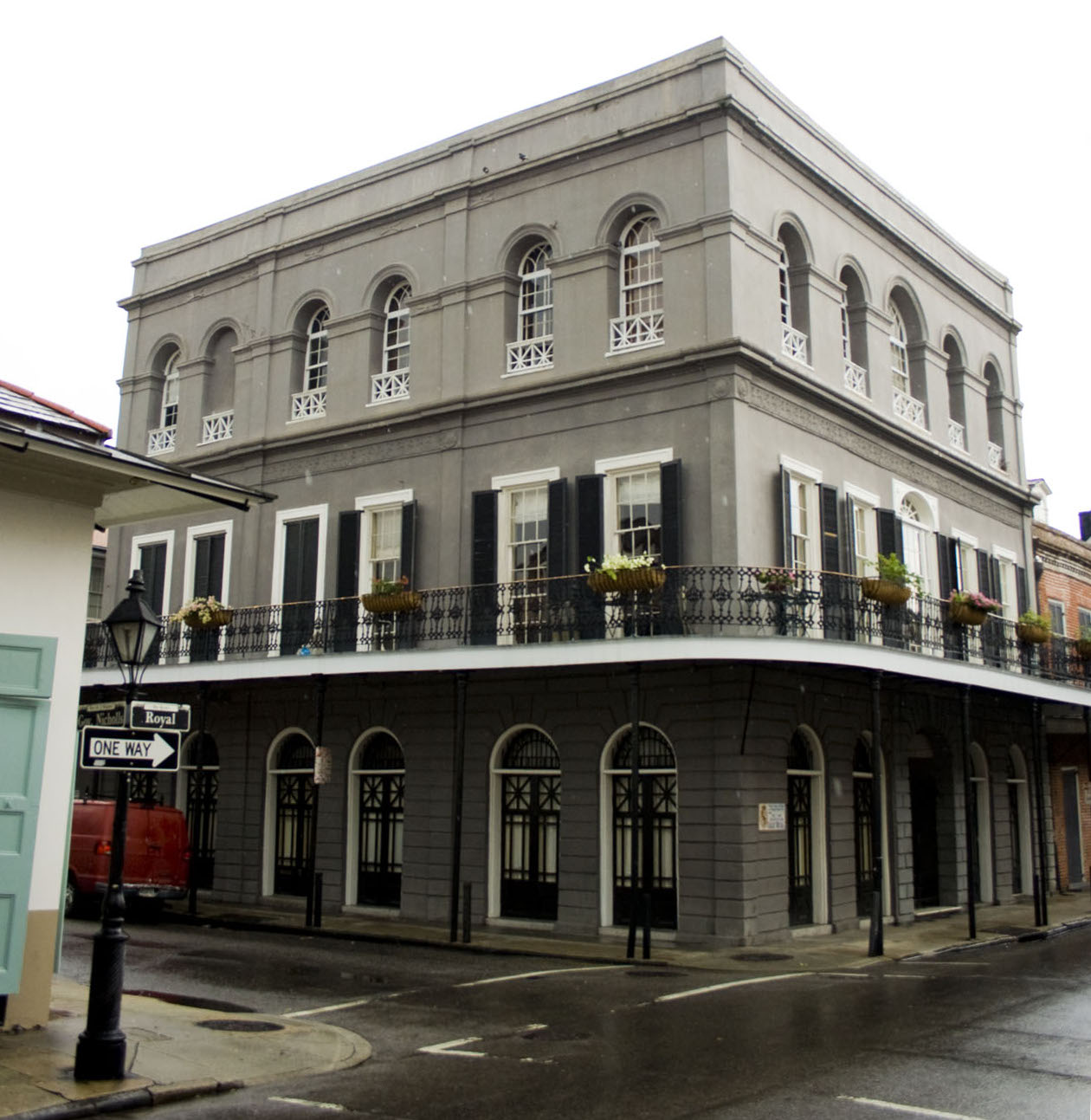
La maison Lalaurie, rue Royale.

Marie Delphine de Macarthy, plus connue sous le nom de Madame Lalaurie, née le 19 mars 1787 à La Nouvelle-Orléans en Louisiane espagnole et morte le 7 décembre 1849 à Paris, est une personnalité mondaine de la bourgeoisie créole-francophone. Tortionnaire et tueuse en série, elle a provoqué la mort d'une centaine d'esclaves noirs.

## Biographie
Marie Delphine Macarthy naît le 19 mars 1787 à La Nouvelle-Orléans au sein d'une famille nombreuse. Elle est fille de Louis Barthélémy Macarthy, un créole français d'origine irlandaise, et de Marie Jeanne Lerable dite la « veuve Lecomte ». L'un de ses cousins paternels, Augustin de Macarty, est maire de La Nouvelle-Orléans de 1815 à 1820.

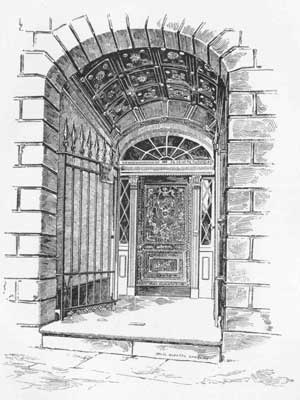
Entrée de la Maison Lalaurie.

Le 11 juin 1800, elle épouse Ramón López y Angulo, un Espagnol membre de la haute société créole. Veuve en 1805, elle se remarie le 19 mars 1807 avec Jean Blanque, un banquier français. De nouveau veuve en 1815, elle épouse en troisièmes noces à La Nouvelle-Orléans, le 12 janvier 1828, le médecin Léonard Louis Nicolas Lalaurie.
En 1831, elle acquiert une opulente demeure sise 1140 rue Royale, dans le quartier du Vieux Carré. Construit à la fin du XVIIIe siècle en style créole français, le bâtiment est similaire à la maison Girod, à la maison Hermann-Grima du 820 rue Saint-Louis ou à la demeure Soniat de la rue de Chartres.

### Conduite criminelle
Élégante et respectable, friande de mondanités, Delphine Lalaurie reçoit la haute société. De nombreux esclaves, avec lesquels elle affecte la bienveillance, lui permettent de mener grand train. Mais un jour, un voisin la surprend qui chasse à coups de fouet la fille d'un de ses domestiques. Pour fuir la colère de sa maîtresse, la jeune femme saute du toit et trouve la mort. Le mauvais traitement des esclaves étant illégal, le voisin avertit les autorités. Des rumeurs ne tardent pas à se répandre, suivies d'accusations de sadisme, de torture et même de meurtre. Dès lors, la bonne société évite les Lalaurie.
Le 10 avril 1834, un incendie se déclare dans la demeure. Plusieurs esclaves, hommes et femmes, sont trouvés vivants mais enchaînés et mutilés. Delphine Lalaurie aurait provoqué la mort d'une centaine d'autres. Le couple gagne en hâte la ville portuaire de Mobile dans l'Alabama, où il embarque pour la France.

### Mort et sépulture
Delphine Lalaurie meurt le 7 décembre 1849 à Paris, au 8 rue de l'Isly (1er arrondissement ancien). Le surlendemain, après un service funèbre de 3e classe en l'église Saint-Louis-d'Antin, elle est enterrée au cimetière Montmartre. Le registre d'inhumations précise que son corps a été « exhumé et transporté à la Nouvelle Orléans le 7 janvier 1851 ».
Les tables d'enregistrement après décès indiquent qu'elle a institué pour héritiers ses 6 enfants, ce qui laisse supposer de mauvaises relations avec son dernier époux.
À la fin des années 1930, une plaque de cuivre en mauvais état est découverte dans l'allée 
n° 4 du cimetière Saint-Louis de La Nouvelle-Orléans (cimetière n° 1). Elle porte l'inscription suivante :

« Madame Lalaurie

Nee Marie Delphine Maccarthy

décedee a Paris le 7 decembre 1842 (sic)

a l age de 6..... (la fin du texte a disparu par suite d'une brisure) ».

## Maison Lalaurie
L'actuelle Maison Lalaurie n'est pas l'édifice d'origine. Quand sa propriétaire éponyme achète la propriété à Edmond Soniat-Dufossat en 1831, la construction n'est pas achevée. L'incendie de 1834 détruit la demeure presque entièrement. Elle est rebâtie dans un style similaire par Pierre Trastour en 1837-1838.
Dans les années 1970, le cabinet d'architectes Koch-Wilson la rénove. En 2007, l'acteur américain Nicolas Cage l'acquiert pour 3,45 millions de dollars. Endetté, il la cède en 2009 au groupe Regions Financial Corporation.

## Littérature
La poète Jennifer Reeser a écrit un poème en Terza Rima intitulé The Lalaurie Horror. Le scandale de Madame Lalaurie est évoqué dans l'ouvrage Les peaux noires : scènes de la vie des esclaves de Xavier Eyma (chapitre III dans Le Code noir, pages 294 à 296). L'histoire de Delphine LaLaurie est également explorée par l'auteure Serena Valentino, dans sa série de comics Nightmares and Fairy Tales ; elle apparaît en tant que nonne dans le premier tome puis dans le troisième qui lui est consacré et qui porte le nom de son adresse, 1140, Rue Royale.
Le roman pour adolescent Nouvelle-Orléans de Camille Bouchard (éditions Québec-Amérique) s'inspire de l'histoire de Delphine Lalaurie.

## Cinéma
- En 2000, le personnage de Delphine Lalaurie apparaît comme protagoniste principal (sous le nom de Madame Lulory) dans le film d'horreur The St. Francisville Experiment (en), inédit en France.
- En 2013, l'actrice Kathy Bates joue le rôle de Delphine Lalaurie dans la troisième saison de la série American Horror Story: Coven.
- En juin 2021, on annonce le tournage d'un film d'horreur sur The Lalaurie Mansion, qui serait réalisé par Darren Lynn Bousman[9].